# Vincent Kartheiser
Vincent Paul Kartheiser (n. 5 mai 1979) este un actor american cunoscut pentru rolurile din Angel și Mad Men unde interpretează pe Connor și respectiv pe Pete Campbell.
În 2011 a interpretat rolul lui Philippe Weis în filmul În timp.

## Filmografie
- Indianul din dulap (1995) - Gillon